# Psychrolutidae
Gli Psychrolutidae sono una famiglia di pesci appartenente all'ordine degli Scorpaeniformes.

## Distribuzione e habitat
Sono diffusi nel Pacifico, nell'Atlantico e nell'Oceano Indiano, in profondità che variano dai 100 ai 1.600 metri.

## Descrizione
È una famiglia poco conosciuta, composta da pesci di profondità caratterizzati perlopiù da grandi teste e corpi dal profilo triangolare, che si restringono poi in una coda piatta. Solitamente hanno grandi pinne pettorali ed alcune specie sono anche ricoperte di aculei.

## Tassonomia

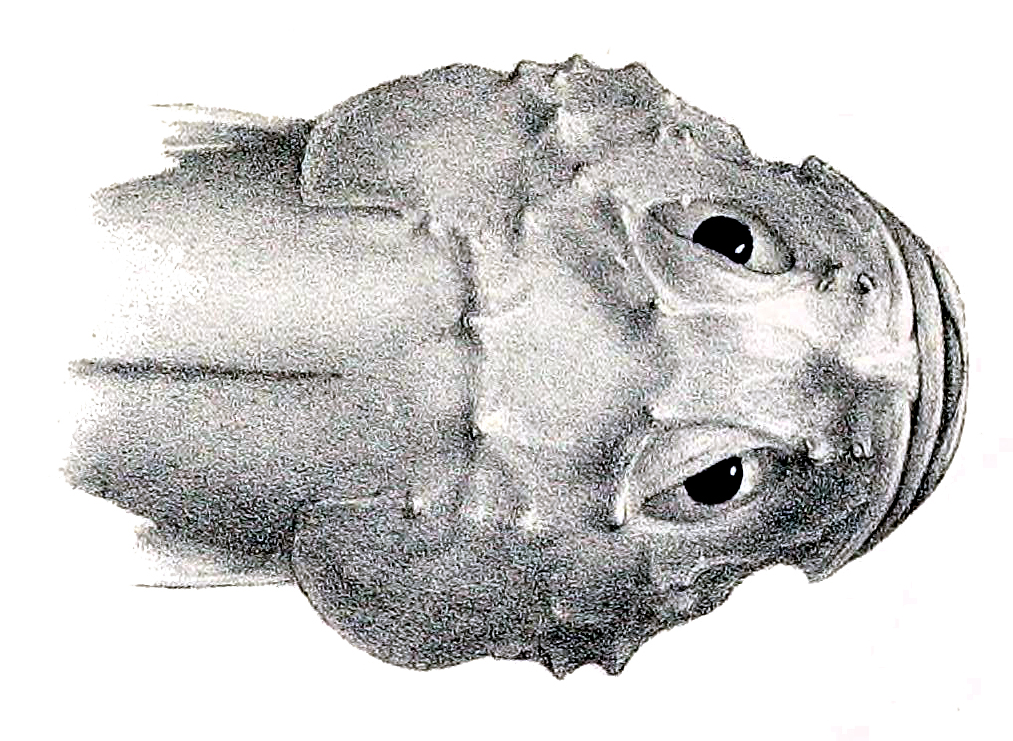
Particolare della testa di Cottunculus thomsonii

Al suo interno sono individuati nove generi: 
- Ambophthalmos
- Cottunculus
- Dasycottus
- Ebinania
- Eurymen
- Gilbertidia
- Malacocottus
- Neophrynichthys
- Psychrolutes